# رابرت بولدر
رابرت بولدر (انگلیسی: Robert Bolder) بازیگر اهل بریتانیا بود.
وی بین سال‌های ۱۹۱۲ تا ۱۹۳۶ میلادی فعالیت می‌کرد و طیِ این مدت، در ۹۹ فیلم بازی کرد.

## گزیدهٔ فیلم‌شناسی
- برت‌های خیابان ویمپول (۱۹۳۴)
- شکوه صبح (۱۹۳۳)
- تارزان و شیر زرین (۱۹۲۷)
- بانگ خاموش (۱۹۲۱)
- شغل جدیدش (۱۹۱۵)
- مادام دابل ایکس (۱۹۱۴)